# 1331
1331 (MCCCXXXI) var ett normalår som började en tisdag i den julianska kalendern.

## Händelser

### Okänt datum
- Hösten – Magnus Eriksson blir myndig och regerande kung av Sverige.
- Magnus tar under ogynnsamma villkor stora penninglån av påven.
- Stefan Dušan blir kung av Serbien.
- Det schwabiska stadsförbundet bildas.

## Födda
- Blanche av Navarra, fransk drottning
- Coluccio Salutati, italiensk filosof
- Gregorius XI, född Pierre Roger de Beaufort, påve 1370–1378 (född detta år, 1329 eller 1336).
- Katarina av Vadstena, nunna, dotter till Heliga Birgitta

## Avlidna
- 11 november – Stefan Uroš III Dečanski, kung av Serbien
- Mathilda av Achaea, regerande furstinna av Achaea